# Druga Liga 1947-1948
La Druga savezna liga FNRJ 1947-1948, conosciuta semplicemente come Druga liga 1947-1948, fu la 2ª edizione della seconda divisione del campionato jugoslavo di calcio. Fu in particolare la prima edizione in cui il secondo livello assunse effettivamente la denominazione di druga savezna liga ("seconda lega federale") e si disputò a girone unico: nella stagione precedente si era disputata, in suo luogo, una "coppa federale di qualificazione" (in sloveno zveznega kvalifikacijskega pokala, in serbocroato Savezni kvalifikacioni kup) tra le migliori classificate delle republičke lige ("leghe repubblicane").

## Partecipanti
Nella riunione dell'Associazione della Ginnastica jugoslava (la Federazione calcistica della Jugoslavia è stata costituita in seguito), tenutasi il 3 e 4 luglio 1947, è stato deciso che la Prva Liga 1947-1948 e la Druga sarebbero state composte da dieci squadre ciascuna.
Queste sono le componenti della seconda serie:
- Budućnost - retrocesso dalla Prva liga
- Kvarner - retrocesso dalla Prva liga dopo spareggio
- Sloga Novi Sad, Dinamo Pančevo e Metalac Zagabria - semifinaliste non promosse della fase finale della Druga liga 1946-47 (ufficialmente "coppa federale di qualificazione", o Savezni kvalifikacioni kup)
- Naša krila - rappresentante della Aeronautica militare jugoslava
- Mornar Spalato - rappresentante della Marina militare jugoslava
- Enotnost - rappresentante della Slovenia
- la vincitrice di un torneo di qualificazione fra Radnički Kragujevac, Tekstilac Varaždin, Proleter Osijek e Podrinje Šabac
- la vincitrice di un torneo di qualificazione fra Velež Mostar, Sutjeska, 14 Oktobar Niš e Rabotnički

```
TORNEO DI QUALIFICAZIONE:
```

```
Primo gruppo:

Semifinali:

Velež Mostar - 
Sutjeska Nikšić
            1-0  1-3
14 Oktobar Niš - 
Rabotnički
               3-4  1-2

Finale:

Rabotnički
 - Sutjeska Nikšić              3-0  1-3
```

```
Secondo gruppo:

Semifinali:

Radnički Kragujevac - 
Tekstilac Varaždin
  0-0  1-2
Proleter Osijek - 
Podrinje Šabac
          2-1  1-3

Finale:

Tekstilac Varaždin
 - Podrinje Šabac       3-1  4-3
[
3
]
```

```
Rabotnički
 e 
Tekstilac Varaždin
 ammesse in Druga Liga 1947-48
```

Su richiesta della Associazione ginnastica della Bosnia-Erzegovina, il 12 agosto 1947, viene ammessa un'ulteriore squadra, lo Željezničar di Sarajevo. Questo ha comportato un numero dispari di partecipanti.

### Profili
| Squadra            | Città           | Stadio             | 1946-47                        |
| ------------------ | --------------- | ------------------ | ------------------------------ |
| Budućnost          | Titograd        | Stadio pod Goricom | 10º in Prva liga               |
| Dinamo Pančevo     | Pančevo         | Gradski stadion    | Semifinalista in Druga liga    |
| Enotnost           | Lubiana         | Bežigrad stadion   | Quarti di finale in Druga liga |
| Kvarner            | Fiume           | Stadio Cantrida    | 9º in Prva liga                |
| Metalac Zagabria   | Zagabria        | ?                  | Semifinalista in Druga liga    |
| Mornar Spalato     | Spalato         | ?                  | Non esistente                  |
| Naša krila         | Zemun, Belgrado | Zemun stadion      | Non esistente                  |
| Rabotnički         | Skopje          | Gradski stadion    | Ottavi di finale in Druga liga |
| Sloga Novi Sad     | Novi Sad        | Stadion Karađorđe  | Semifinalista in Druga liga    |
| Tekstilac Varaždin | Varaždin        | Gradski stadion    | Quarti di finale in Druga liga |
| Željezničar        | Sarajevo        | 6. Aprila stadion  | 12º in Prva liga               |

### Provenienza
| Slovenia   | Croazia                                                            | Bosnia Erzegovina | Serbia                            | Serbia          | Serbia    | Montenegro  | Macedonia    |
| Slovenia   | Croazia                                                            | Bosnia Erzegovina | Voivodina                         | Serbia Centrale | Kosovo    | Montenegro  | Macedonia    |
| ---------- | ------------------------------------------------------------------ | ----------------- | --------------------------------- | --------------- | --------- | ----------- | ------------ |
| - Enotnost | - Kvarner - Metalac Zagabria - Mornar Spalato - Tekstilac Varaždin | - Željezničar     | - Dinamo Pančevo - Sloga Novi Sad | - Naša krila    | - nessuna | - Budućnost | - Rabotnički |

## Classifica
|                  | Pos. | Squadra            | Pt | G  | V  | N | P  | GF | GS | QR    |
| ---------------- | ---- | ------------------ | -- | -- | -- | - | -- | -- | -- | ----- |
|                  | 1.   | Budućnost          | 29 | 20 | 13 | 3 | 4  | 46 | 20 | 2,300 |
|                  | 2.   | Sloga Novi Sad     | 29 | 20 | 13 | 3 | 4  | 39 | 18 | 2,166 |
|                  | 3.   | Naša krila         | 29 | 20 | 13 | 3 | 4  | 54 | 33 | 1,636 |
|                  | 4.   | Metalac Zagabria   | 24 | 20 | 11 | 2 | 7  | 30 | 24 | 1,250 |
|                  | 5.   | Mornar Spalato     | 23 | 20 | 10 | 3 | 7  | 41 | 21 | 1,952 |
|                  | 6.   | Dinamo Pančevo     | 20 | 20 | 8  | 4 | 8  | 33 | 29 | 1,137 |
|                  | 7.   | Enotnost           | 19 | 20 | 8  | 3 | 9  | 36 | 25 | 1,440 |
|                  | 8.   | Tekstilac Varaždin | 17 | 20 | 7  | 3 | 10 | 31 | 47 | 0,659 |
|                  | 9.   | Željezničar        | 15 | 20 | 6  | 3 | 11 | 28 | 34 | 0,823 |
|                  | 10.  | Kvarner            | 10 | 20 | 4  | 2 | 14 | 27 | 54 | 0,500 |
|                  | 11.  | Rabotnički         | 4  | 20 | 0  | 4 | 16 | 12 | 64 | 0,187 |
| Fonte: HRnogomet |      |                    |    |    |    |   |    |    |    |       |

Legenda:

      Promossa in Prva Liga 1948-1949.

  Partecipa agli spareggi promozione/retrocessione.

      Retrocessa nella terza divisione jugoslava 1948-1949.

      Esclusa dal campionato.
Note:

Due punti a vittoria, uno a pareggio, zero a sconfitta.
In caso di arrivo di due o più squadre a pari punti, la graduatoria viene stilata secondo il quoziente reti tra le squadre interessate.

## Spareggi

### Promozione
La terz'ultima della Prva liga (Vardar) viene sfidata dalla terza classificata della Druga liga (Naša krila).
| Squadra 1 | Totale | Squadra 2  | Andata | Ritorno |
| --------- | ------ | ---------- | ------ | ------- |
| Vardar    | 4 – 5  | Naša krila | 3 – 2  | 1 – 3   |

- Naša krila promosso in Prva liga
- Vardar retrocede in Druga liga

### Retrocessione
La terz'ultima della Druga liga (Tekstilac Varaždin) viene sfidata dalla terza classificata dei play-off della terza divisione (Proleter Osijek) in gara unica a Varaždin.
| Squadra 1          | Risultato | Squadra 2       |
| ------------------ | --------- | --------------- |
| Tekstilac Varaždin | ?         | Proleter Osijek |

- Proleter promosso in Druga liga
- Tekstilac retrocede in terza divisione